# نوريو أومورا
نوريو أومورا (小 村 徳 男) ولد في 6 سبتمبر 1969 في ماتسو، شيمان هو لاعب كرة القدم ياباني السابق. وقد شارك مع المنتخب الياباني 30 مباراة وسجل 4 أهداف بين عامي 1995 و 1998، بما في ذلك مباراة واحدة في كأس العالم لكرة القدم عام 1998.

## روابط خارجية
1. ↑  "معلومات عن نوريو أومورا على موقع transfermarkt.com". transfermarkt.com. مؤرشف من الأصل في 2020-03-31.
2. ↑  "معلومات عن نوريو أومورا على موقع static.fifa.com". static.fifa.com. مؤرشف من الأصل في 2019-04-08.
3. ↑  "معلومات عن نوريو أومورا على موقع data.j-league.or.jp". data.j-league.or.jp. مؤرشف من الأصل في 2018-11-23.

- نوريو أومورا على موقع الاتحاد الدولي (مؤرشف)  (الإنجليزية)
- نوريو أومورا على موقع رابطة كرة القدم اليابانية للمحترفين (اليابانية)
- نوريو أومورا على موقع قاعدة بيانات كرة القدم.إي يو (الإنجليزية)
- نوريو أومورا على موقع ناشيونال فوتبول تيمز (الإنجليزية)
- نوريو أومورا على موقع Soccerway.com (الإنجليزية)
- نوريو أومورا على موقع عالم كرة القدم.نت (الإنجليزية)